# Because I Love You
Because I Love You – jedenasty singel w karierze muzycznej Petry Marklund (September). Piosenka została wydana jako trzeci i ostatni singel promującym płytę artystki "Dancing Shoes", oraz jako singiel promujący składankę "Gold" w listopadzie 2008. Singiel został również wydany w Holandii, jako piąty singiel promujący debiutancki album September w Holandii "Dancing in Orbit".

## Teledysk
Teledysk do piosenki został nagrany na początku grudnia 2008 roku, jednak ostatecznie nigdy nie został wydany (najprawdopodobniej management piosenkarki nie zaakceptował nagrania).

## Historia wydania
| Country   | Date              | Format               |
| --------- | ----------------- | -------------------- |
| Szwecja   | 14 listopada 2008 | CD, Digital Download |
| Dania     | 14 listopada 2008 | CD, Digital Download |
| Finlandia | 14 listopada 2008 | CD, Digital Download |
| Norwegia  | 14 listopada 2008 | CD, Digital Download |
| Holandia  | 10 lipca 2009     | Digital Download     |

## Lista utworów
| #               | Tytuł                                         | Czas |
| --------------- | --------------------------------------------- | ---- |
| CD Maxi-Singiel |                                               |      |
| 1.              | "Because I Love You" (Radio Edit)             | 3:17 |
| 2.              | "Because I Love You" (Dave Ramone Radio Edit) | 2:47 |
| 3.              | "Because I Love You" (Radio Extended)         | 5:37 |
| 4.              | "Because I Love You" (Clubmix Short)          | 3:48 |
| 5.              | "Because I Love You" (Clubmix Extended)       | 5:45 |
| 6.              | "Because I Love You" (Dave Ramone Extended)   | 5:33 |
| 7.              | "Because I Love You" (Jazzy Candlelight)      | 3:51 |

## Pozycje na listach
| Lista                         | Najwyższa pozycja |
| ----------------------------- | ----------------- |
| Czechy Airplay Chart          | 73                |
| Holandia Radio 538 Tip Parade | 7                 |
| Polska Airplay Chart          | 5                 |
| Szwecja Singles Chart         | 43                |
| Słowacja Airplay Chart        | 15                |